# Owston Ferry

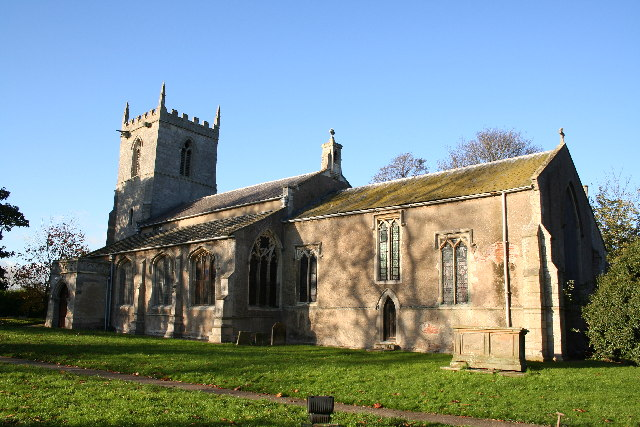
Owston Ferry Kirche St. Martin

Owston Ferry ist ein Dorf in der Grafschaft North Lincolnshire.

## Ort
Owson Ferry liegt am westlichen Ufer des Flusses Trent und 14 km nördlich der Stadt Gainsborough. Es ist Teil der Isle of Axholme. 2011 hatte es zusammen mit dem Dorf Kelfield eine Bevölkerung von 1328 Menschen. In Owston Ferry gibt es mit der St Martin’s Church of England Primary School eine Grundschule.

## Geschichte
Vermutlich stammt der Name Owston vom altnordischen „austr+tun“, was „östliches Gehöft“ bedeutet.
Owston Ferry Castle, auch bekannt als Kinnard’s Ferry Castle, war eine Motte-and-Bailey-Befestigung aus dem 12. Jahrhundert. Sie befand sich an der Stelle eines früheren römischen Castrums und wurde auf Anordnung von Heinrich II. von England 1175–1176 nach dem Aufstand von 1173–1174 geschleift.

## Persönlichkeiten
- Philippa Foot (1920–2010), Philosophin, geboren in Owston Ferry
- Alexander Kilham (1762–1798), Methodistenprediger, lebte in seiner Jugend in Owston Ferry[6]